# Ed Stinson
Ed Stinson (Homestead, 15 febbraio 1990) è un giocatore di football americano statunitense che gioca nel ruolo di defensive end per gli Arizona Cardinals della National Football League (NFL). Fu scelto nel corso del quinto giro (160º assoluto) del Draft NFL 2014. Al college giocò a football all'Università dell'Alabama vincendo tre campionati NCAA.

## Carriera professionistica

### Arizona Cardinals
Stinson fu scelto nel corso del quinto giro del Draft 2014 dagli Arizona Cardinals. Debuttò come professionista subentrando nel Monday Night Football della settimana 1 vinto contro i San Diego Chargers e mettendo a segno un tackle. La sua prima stagione si chiuse con 9 tackle in 10 presenze, di cui 2 come titolare.

## Statistiche
| Partite             | 10 |
| Partite da titolare | 2  |
| Tackle              | 9  |
| Sack fatti          | 0  |
| Intercetti          | 0  |

Statistiche aggiornate alla stagione 2014